# Klara Maučec
Klara Maučec (Ankaran, Yugoslavia, 12 de diciembre de 1977) es una deportista eslovena que compitió en vela en la clase 470.
Ganó una medalla de plata en el Campeonato Mundial de 470 de 2004 y dos medallas en el Campeonato Europeo de 470, plata en 2003 y bronce en 2008.
Participó en tres Juegos Olímpicos de Verano, entre los años 2000 y 2008, ocupando el cuarto lugar en Atenas 2004.

## Palmarés internacional
| \| Campeonato Mundial \| Campeonato Mundial \| Campeonato Mundial \| Campeonato Mundial \| \| Año \| Lugar \| Medalla \| Clase \| \| ------------------ \| ----------------------- \| ------------------ \| ------------------ \| \| 2004 \| Zadar (Croacia) \| Medalla de plata \| 470 \| \| Campeonato Europeo \| \| \| \| \| Año \| Lugar \| Medalla \| Clase \| \| 2003 \| Brest (Francia) \| Medalla de plata \| 470 \| \| 2008 \| Riva del Garda (Italia) \| Medalla de bronce \| 470 \| |                         |                   |       |
| Campeonato Mundial |                         |                   |       |
| Año | Lugar                   | Medalla           | Clase |
| 2004 | Zadar (Croacia)         | Medalla de plata  | 470   |
| Campeonato Europeo |                         |                   |       |
| Año | Lugar                   | Medalla           | Clase |
| 2003 | Brest (Francia)         | Medalla de plata  | 470   |
| 2008 | Riva del Garda (Italia) | Medalla de bronce | 470   |